# Szürkés pohárgomba
A szürkés pohárgomba (Cyathus olla) a fészekgombafélék családjába tartozó, az egész világon elterjedt, korhadó növényi maradványokon élő, nem ehető gombafaj. 

## Megjelenése
A szürkés pohárgomba termőteste 0,8-1,5 cm magas és 0,6-1 cm széles, fiatalon fordított csonkakúp alakú, de teteje hamar felnyílik és pohár- vagy serlegszerű lesz.  A pohár (perídium) külső felszíne finoman molyhos-szőrös, barnás vagy szürkés színű. A belső felszín sima, fényes, ezüstösszürke vagy feketés színű. Széle gyakran hullámos, néha kissé visszahajlik. 
Az eleinte a száját takaró krém-barnássárga-barna színű hártya idővel felszakad és láthatóvá válnak a pohár alján lévő 4-5 (de akár 10 is lehet) lencseszerű, spórákat tartalmazó képződmények, az ún. peridiolák. A peridiola 3-4 mm széles, lencse alakú, színe szürke, szürkésbarna, idővel feketésre sötétedik és vékony fehér szállal csatlakozik a pohár aljához. 
Húsa vékony, szívós. Szaga és íze nem jellegzetes. 
A spórák terjedéséhez esőre van szükség. Az esőcseppek becsapódásakor a vékony rögzítő szál elszakad és a peridiola kilökődik a pohárból. A földön később felszakad és a spórák kiszabadulnak. 
Spórapora fehér. Spórája elliptikus, sima, vékony falú, mérete 9-12 x 5,5-7 µm.

### Hasonló fajok
A csíkos pohárgombával, esetleg a sárga tégelygombával téveszthető össze. 

## Elterjedése és termőhelye
Kozmopolita faj, az Antarktiszon kívül minden kontinensen megtalálható. Magyarországon nem gyakori.
Korhadó növényi maradványokon, többnyire fán él; a talajon növő példányok is általában a talajban lévő famaradványokhoz kapcsolódnak. Júliustól novemberig terem.

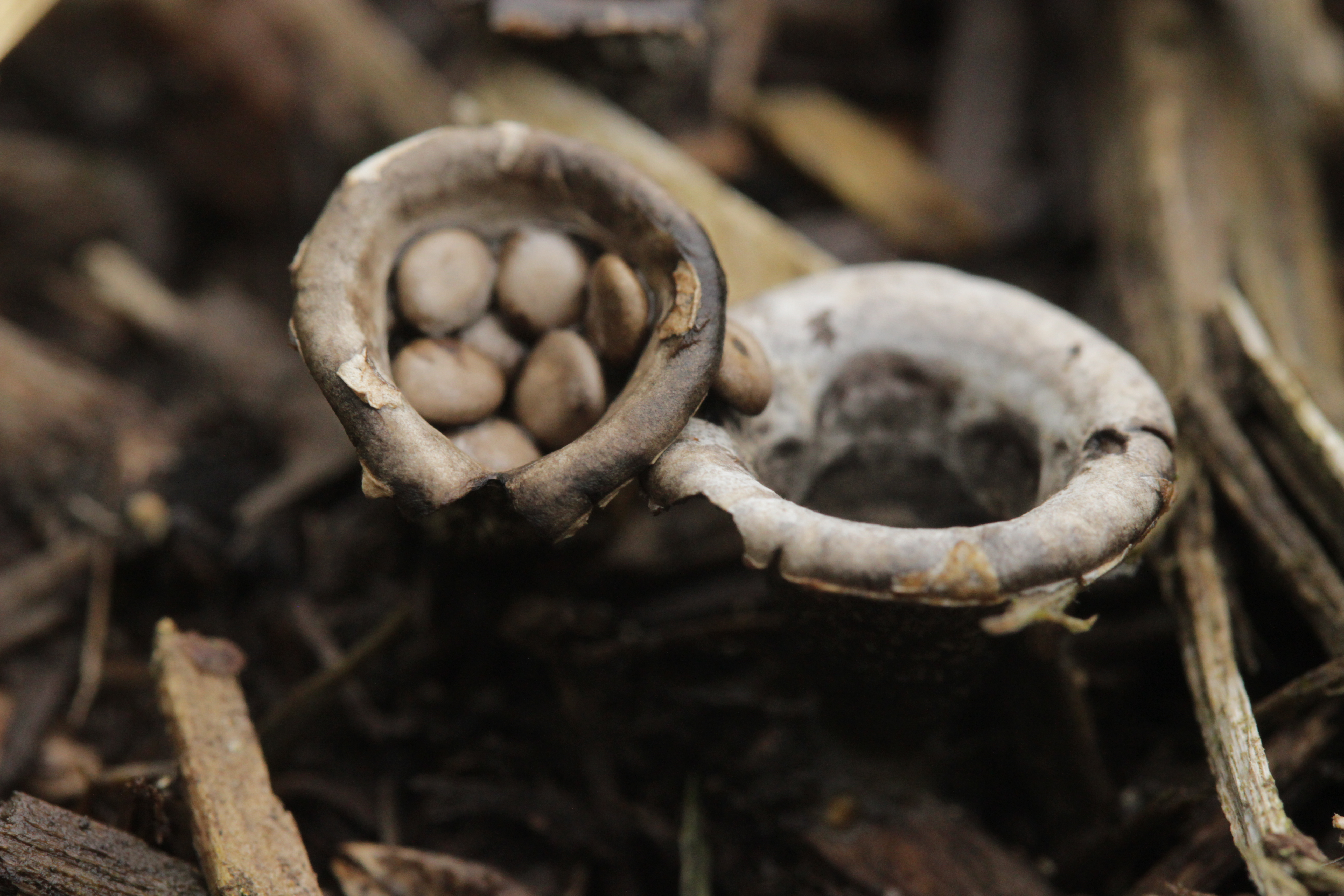
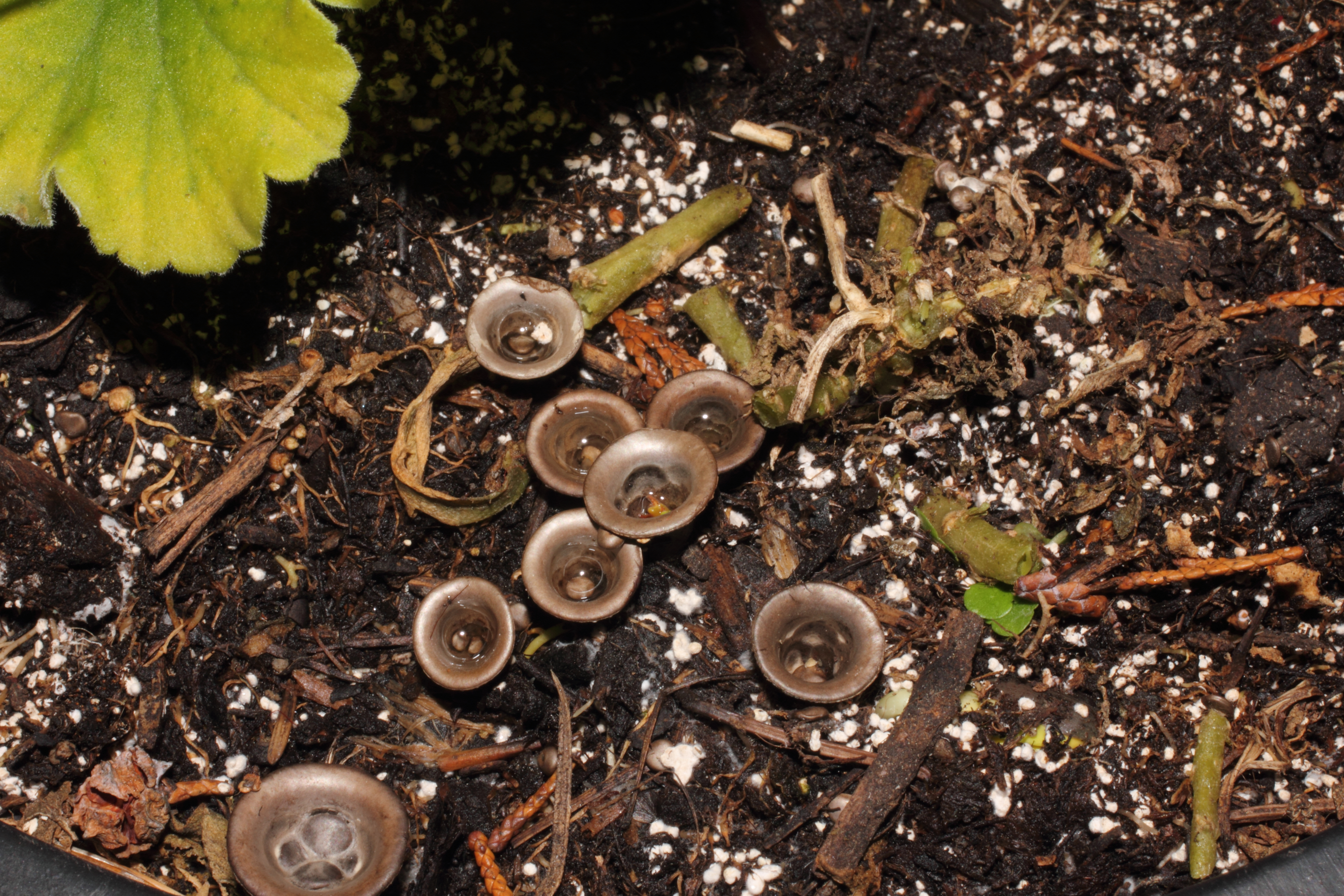
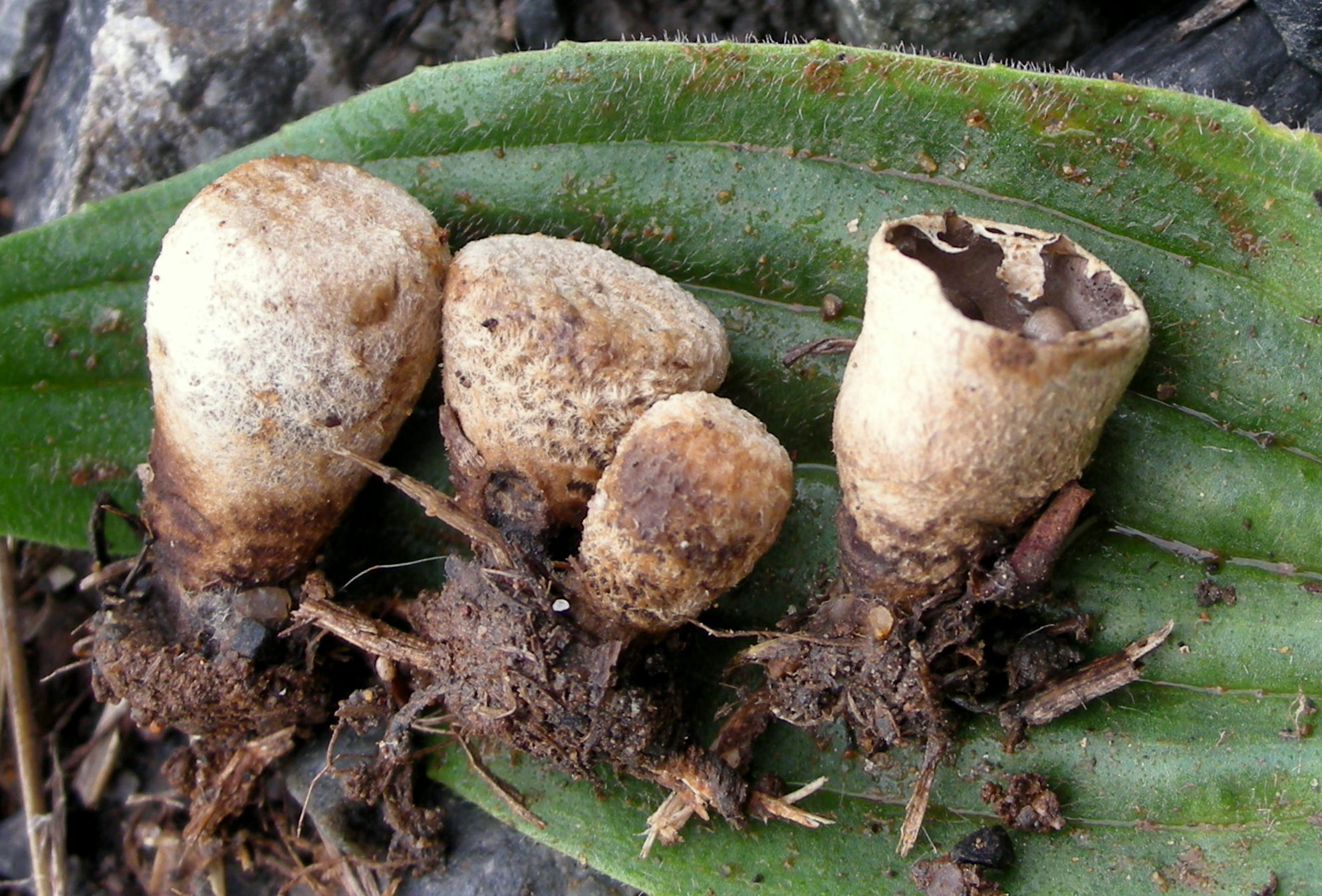
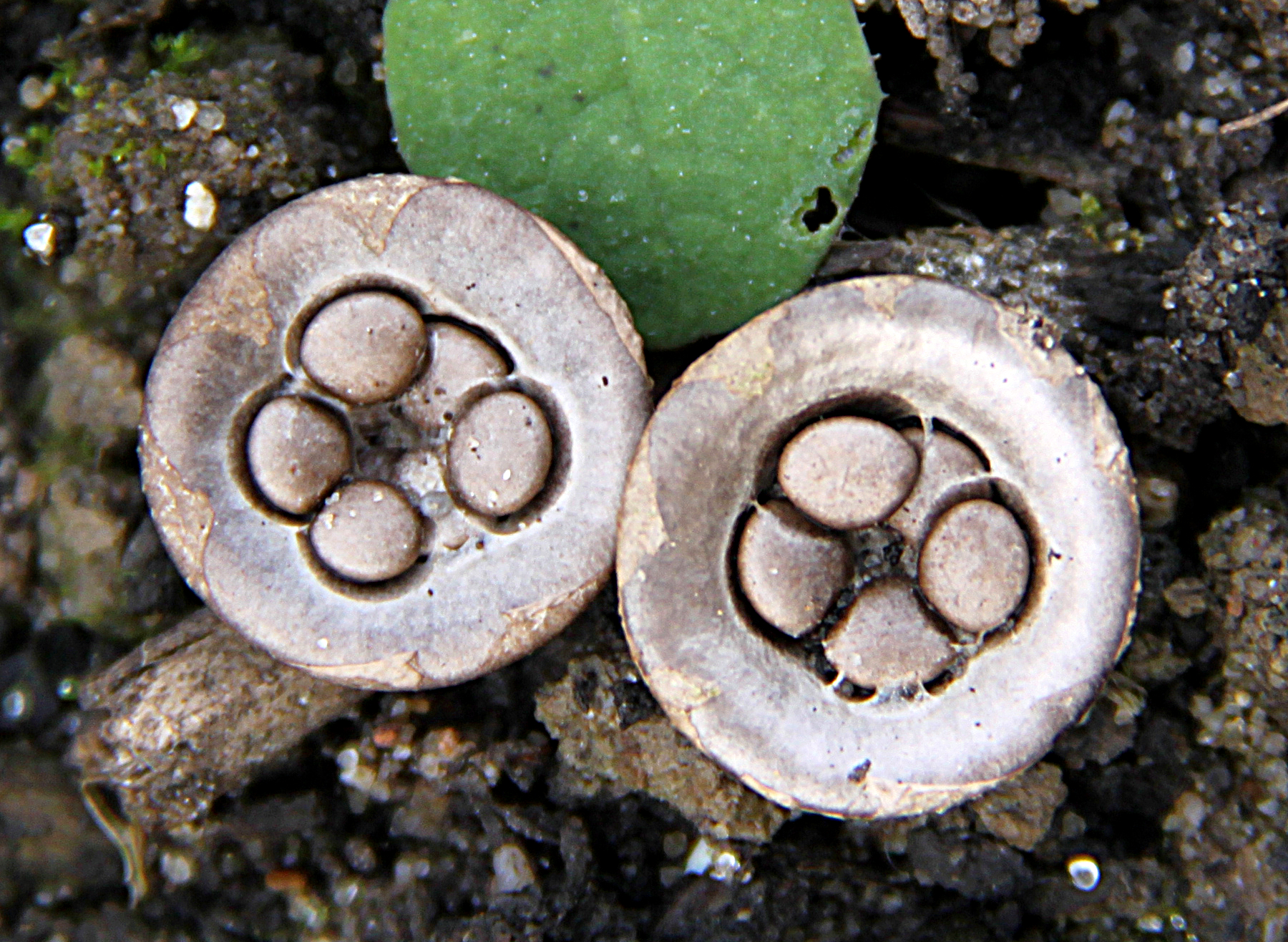
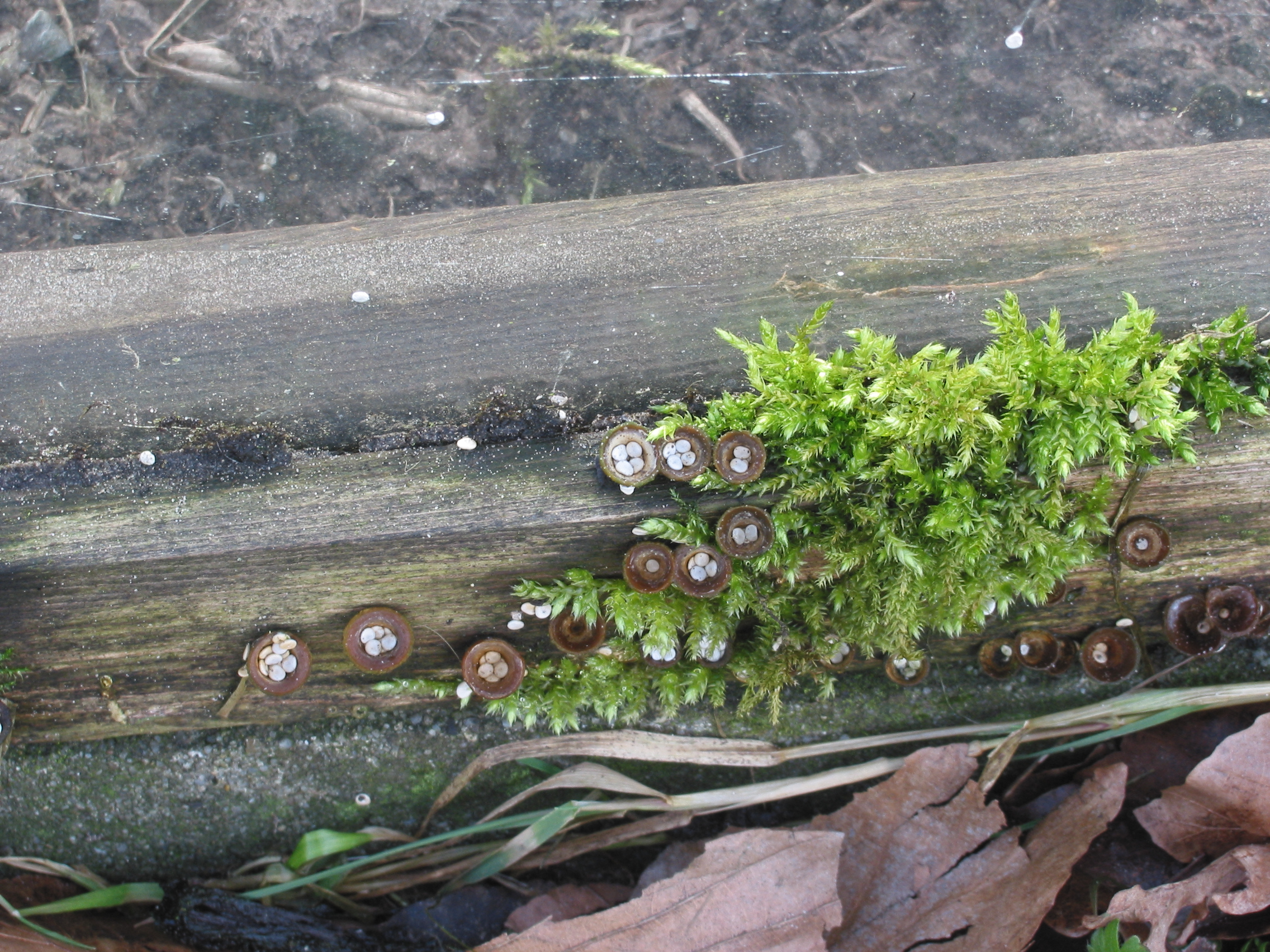

Nem ehető. 